# Robert Müller (Bildhauer)
 Robert Müller (* 17. Juni 1920 in Zürich, Schweiz; † 15. Oktober 2003 in Villiers-le-Bel bei Paris, Frankreich) war ein Schweizer Bildhauer. Er zählt zu den bedeutenden Bildhauern des 20. Jahrhunderts und als Mitbegründer der Technik der modernen Eisenplastik.

## Leben und Werk

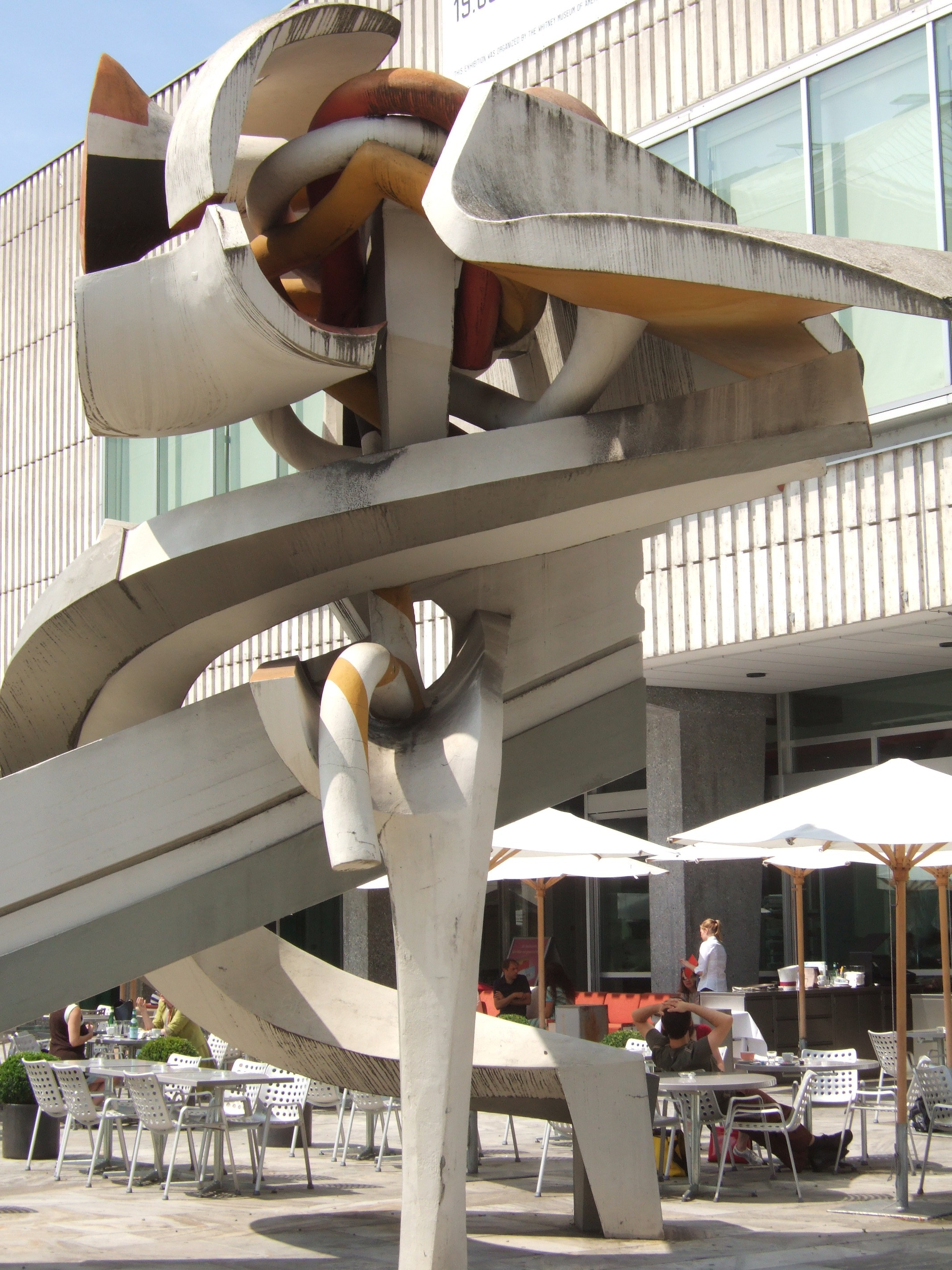
»Fanfare« vor dem Kunsthaus Zürich

Robert Müller besuchte die Handelsschule in Zürich. Nach Beendigung seiner Schulausbildung erhielt er seine künstlerische Ausbildung im Atelier der Bildhauerin Germaine Richier in Zürich. Ab dem Jahr 1947 verbrachte er zwei Jahre in Genua und zog im Jahr 1949 mit seiner Familie erst nach Paris, später nach Villiers-le-Bel, wo er bis zu seinem Tod lebte und arbeitete.
Bereits Mitte der 1950er Jahre erhielt Robert Müller international höchste Anerkennung und Reputation. Er hatte den Ruf als Zürcher Künstler internationalen Formats. Robert Müller ging als »Eisen-Müller« in die Kunstgeschichte ein, weil er zusammen mit den Schweizer Bildhauern Bernhard Luginbühl und Jean Tinguely als einer der Erschaffer der modernen Eisenplastik gilt.
In den Jahren von 1956 bis 1960 war er als Künstler auf der Biennale von Venedig, der Biennale von São Paulo und der Biennale von Paris vertreten. 1959 war er Teilnehmer der documenta II in Kassel. Seine Werke wurden von wichtigen Museen und Sammlungen, auch US-amerikanischen Museen und Sammlungen angekauft. Andererseits wurde seine Monumentalplastik »Fanfare«, die er im Auftrag der Kunstkommission des Kantons Bern für den Hof des Gymnasiums Langenthal entwarf, 1968 von Lehrerschaft und Bevölkerung so heftig kritisiert, dass der Auftrag rückgängig gemacht wurde; die Plastik stand 33 Jahre lang auf den Heimplatz vor dem Kunsthaus Zürich.
Im Jahr 1966 schuf er mit der Skulptur »L’Orgue«, seine letzte Plastik aus Eisen und in gewohnter Technik, nach diesem Zeitpunkt begann er mit anderen Möglichkeiten, Techniken und Materialien zu arbeiten.
Robert Müller starb 2003 in seinem Haus in Villiers-le-Bel.